# Antonio Cassano
Antonio Cassano (Bari, 1982. július 12. –) olasz válogatott labdarúgó, csatár.

## Pályafutása

### Kezdetek
Cassano az olaszok 1982-es vb-győzelme másnapján született. Apja nem sokkal születése után elhagyta a családot. Ifjúsági éveit a Barinál töltötte, első felnőtt meccsét a nagy rivális Leccével játszotta.

### Roma
19 évesen szerződött a Romához 60 milliárd líráért (körülbelül 30 millió euró). Első szezonjában öt gólt szerzett, ám nem ezzel hívta fel magára a figyelmet. Még a felkészülési időszakban összeveszett a vezetőedzővel, Fabio Capellóval, amiért kihagyta őt a keretből az egyik barátságos meccsen.
A 2004–05-ös idényben, egészen Luigi del Neri érkezéséig stabil kezdő volt, ám ekkor egy időre kiszorult a kezdőcsapatból. Ő volt egyébként ebben a szezonban a harmadik tréner a Roma kispadján. Amikor ő is távozni kényszerült, Bruno Conti nemhogy kihagyta őt a csapatból, hanem Francesco Totti eltiltásakor csapatkapitányként számított rá.
A következő idényben a klub szerette volna meghosszabbítani nyáron lejáró szerződését, ám ő sokáig vonakodott. Végül januárban a Real Madridhoz igazolt, ötmillió euróért.

### Real Madrid
Cassano a Real történetének mindössze második olasz játékosa volt. Honfitársa, Christian Panucci mintegy 10 évvel előtte játszott a királyi gárdában. Első meccse a Betis elleni kupameccs volt, és első góljára sem kellett sokáig várni, ezt már ezen a meccsen, mindössze 3 perccel pályára lépése után megszerezte.
A 2006–07-es szezonban ismét együtt kellett dolgoznia Fabio Capellóval. Október 30-án a Real bejelentette, hogy Cassanót megbüntette, amiért összeveszett Capellóval, amiért kihagyta őt a Gimnàstic de Tarragona elleni keretből.
2007 januárjától kezdve Cassano távozni szeretett volna a Realtól. Visszautasította többek között a Manchester City ajánlatát is, ehelyett hazaszerződött, a Sampdoriához, kölcsönbe.

### Sampdoria
2007 augusztusában a Samp és Cassano egyéves kölcsönszerződést írt alá. Bemutatására mintegy 2500 néző volt kíváncsi. Mivel a 18-as mezt Koman Vladimir birtokolta, így a 99-est választotta.
Első meccsét a Derby della Lanterna elnevezésű rangadón játszotta, a Genoa ellen. Itt csereként állt be, korábbi csapattársát, Vincenzo Montellát váltva. Egy héttel később, az Atalanta BC elleni bajnokin megszerezte első gólját új csapata színeiben. Márciusban, a Torino ellen kiállították, büntetése öt meccs eltiltás volt.
Második szezonját már a Sampdoria teljes jogú játékosaként kezdhette, ugyanis a csapat végleg megvette őt a Realtól. Ő lett Angelo Palombo mögött a csapatkapitány-helyettes. A Fiorentinától igazolt Giampaolo Pazzinivel remek párost alkottak, a klub elnöke, Riccardo Garrone pedig már a két korábbi legendás csatárhoz, Gianluca Viallihoz és Roberto Mancinihez hasonlította őket.
A 2009–10-es idény jól alakult mind az ő, mind a csapata számára. Egészen télig a Samp a tabella első felében tanyázott, ekkor viszont visszaesett, egészen a középmezőnyig. Mikor Luigi del Neri kihagyta őt a csapatból, arról kezdtek pletykálni, hogy esetleg eligazol. Ezt a klub hivatalos közleményben cáfolta. Később maga Cassano is azt mondta, hogy nem áll szándékában távozni. Cassano összeveszett a klub elnökével, Riccardo Garrone-val és később hiába kért bocsánatot, a klub felbontotta a szerződést a játékossal.

### AC Milan
2010. december 20-án bejelentették, hogy Cassano az AC Milan csapatánál folytatja karrierjét. Három és fél éves szerződést kötöttek. 2011 novemberében szívproblémák léptek fel nála, ami miatt sokáig nem játszhatott, végül a szezon végén tért vissza. Részt tudott venni a 2012-es Eb-n is.

### Internazionale
2012. augusztus 22-én hivatalosan is bejelentették, hogy Cassano egy üzlet részeként két évre szóló szerződést köt az Interrel. A Milan Giampaolo Pazzinit kapta cserébe, valamint fizetett mellé 7 millió euró készpénzt a kékeknek.

### Válogatott
Cassano 15 alkalommal lépett pályára a nemzeti csapatban, ezeken három gólt szerzett. Rögtön első meccsén, Lengyelország ellen megszerezte első gólját.
A 2004-es Eb-n eredetileg csak tartalék volt, ám miután Francesco Tottit Cristian Poulsen leköpéséért eltiltották, a második két csoportmeccsen, Svédország és Bulgária ellen már szerepet kapott. Mindkét meccsen betalált, az olaszok végül rosszabb gólkülönbségüknek köszönhetően kiestek.
A 2006-os vb-n kimaradt a keretből, a 2008-as Eb-n viszont már játszott. A 2012-es Eb-n hat mérkőzésen lépett pályára, az írek ellen gólt is lőtt, az olaszok azonban a döntőben 4–0-s vereséget szenvedtek a spanyoloktól. Pályára lépett a 2014-es vb-n is.

## Pályafutása statisztikái
| Teljesítmény klubjában | Teljesítmény klubjában | Teljesítmény klubjában | Bajnokság | Bajnokság | Kupa         | Kupa         | Nemzetközi | Nemzetközi | Összesen | Összesen |
| Szezon                 | Klub                   | Bajnokság              | Mérk.     | Gól       | Mérk.        | Gól          | Mérk.      | Gól        | Mérk.    | Gól      |
| Olaszország            | Olaszország            | Olaszország            | Bajnokság | Bajnokság | Coppa Italia | Coppa Italia | Európa     | Európa     | Összesen | Összesen |
| ---------------------- | ---------------------- | ---------------------- | --------- | --------- | ------------ | ------------ | ---------- | ---------- | -------- | -------- |
| 1999-00                | Bari                   | Serie A                | 21        | 3         | -            | -            | -          | -          | 21       | 3        |
| 2000-01                | Bari                   | Serie A                | 27        | 3         | -            | -            | -          | -          | 27       | 3        |
| 2001-02                | Roma                   | Serie A                | 22        | 5         | 1            | 1            | 5          | 0          | 28       | 6        |
| 2002-03                | Roma                   | Serie A                | 27        | 9         | -            | -            | 11         | 4          | 38       | 13       |
| 2003-04                | Roma                   | Serie A                | 33        | 14        | -            | -            | 6          | 4          | 39       | 18       |
| 2004-05                | Roma                   | Serie A                | 31        | 9         | 1            | 1            | 3          | 1          | 35       | 10       |
| 2005-06                | Roma                   | Serie A                | 5         | 2         | -            | -            | 2          | 1          | 7        | 3        |
| Spanyolország          | Spanyolország          | Spanyolország          | Bajnokság | Bajnokság | Copa del Rey | Copa del Rey | Európa     | Európa     | Összesen | Összesen |
| 2005-06                | Real Madrid            | La Liga                | 12        | 1         | 4            | 1            | 1          | 0          | 17       | 2        |
| 2006-07                | Real Madrid            | La Liga                | 7         | 1         | 1            | 1            | 4          | 0          | 12       | 2        |
| Olaszország            | Olaszország            | Olaszország            | Bajnokság | Bajnokság | Coppa Italia | Coppa Italia | Európa     | Európa     | Összesen | Összesen |
| 2007-08                | Sampdoria              | Serie A                | 22        | 10        | 2            | 0            | 1          | 0          | 25       | 10       |
| 2008-09                | Sampdoria              | Serie A                | 35        | 12        | 4            | 1            | 6          | 2          | 44       | 15       |
| 2009-10                | Sampdoria              | Serie A                | 32        | 9         | 1            | 2            | 0          | 0          | 33       | 10       |
| 2010-11                | Sampdoria              | Serie A                | 7         | 4         | 0            | 0            | 5          | 1          | 12       | 5        |
| 2010-11                | Milan                  | Serie A                | 17        | 4         | 4            | 0            | -          | -          | 21       | 4        |
| Összesen               | Olaszország            | Olaszország            | 279       | 84        | 29           | 6            | 39         | 13         | 347      | 103      |
| Összesen               | Spanyolország          | Spanyolország          | 19        | 2         | 5            | 2            | 5          | 0          | 29       | 4        |
| Karrierje összesen     | Karrierje összesen     | Karrierje összesen     | 298       | 86        | 34           | 8            | 44         | 13         | 376      | 103      |

## Sikerei, díjai
- Roma:
  - Szuperkupa-győztes: 2001
- Real Madrid:
  - Bajnok: 2006-07
- Milan:
  - Bajnok: 2010-11
  - Olasz szuperkupa-győztes: 2010-2011
- Válogatott:
  - labdarúgó-Európa-bajnokság ezüstérmes: 2012
- Egyéni:
  -  Az év fiatal labdarúgója az olasz bajnokságban: 2001, 2003